# Carpotroche grandiflora
Carpotroche grandiflora là một loài thực vật có hoa trong họ Achariaceae. Loài này được Spruce ex Benth. mô tả khoa học đầu tiên năm 1861.